# Polistiopsis mima
Polistiopsis mima är en tvåvingeart som beskrevs av Townsend 1915. Polistiopsis mima ingår i släktet Polistiopsis och familjen parasitflugor. Inga underarter finns listade i Catalogue of Life.